# Паруйр Севак
Паруйр Рафаелович Севак (справжнє прізвище Казарян; вірм. Պարույր Ռաֆայելի Սևակ (Ղազարյան); 26 січня 1924 — 17 червня 1971) — вірменський поет та літературознавець, доктор філологічних наук, лауреат Державної премії Вірменської РСР (1967 р.), автор збірників віршів «Безсмертні повелівають» (1948 р.), «Дорога любові» (1954 р.), «Знова з тобою» (1957 р.), «Людина на долоні» (1963 р.), «Хай буде світло» (1969 р.) та ліричної поеми «Немовкнуча дзвіниця» (1959 р.), за створення якої Севак був удостоєний Державної премії СРСР.

## Псевдонім
Паруйр Рафаелович обрав псевдонім «Севак», коли уперше запропонував свої вірші до публікації у журналі. У редакції йому сказали, що прізвище Казарян не звучне для поета, тому йому необходідний псевдонім. Недовго раздумуючи, Паруйр, який захоплювався Рубеном Севаком — видатним західно-вірменським поетом, який став жертвою геноциду, обрав собі псевдонім «Севак».

## Біографія
Паруйр Севак народився 26 січня 1924 року в селі Чанахчі (зараз Зангакатун) Араратського району Вірменії. Після закінчення школи, у 1940 році Паруйр Севак вступив на відділення вірменської мови та літератури філологічного факультету ЄрДУ. Після закінчення ЄрДУ у 1945 р., Паруйр Севак вступає у аспірантуру Академії Наук Вірменії. В ці ж роки він одружився зі своєю однокурсницею Майєю Авагян та в них народився син — Грач'я, однак через кілька років цей шлюб розпався. П. Севак поїхав навчатися у Москву та вступив у Літературний Інститут ім. Горького. В Москві він одружився з Нелі Менагарішвілі. В шлюбі з Нелі у Севака народилося двоє синів — Армен та Корюн. У 1955 р. він закінчив інститут ім. Горького та до 1959 р. займався викладацькою діяльністю в тому ж інституті. У 1960 р. П. Севак повертається у Єреван. У 1963—1971 рр. П. Севак працював у Інституті Літератури ім. Абегяна старшим науковим співробітником; у 1966—1971 рр. був секретарем правління Союзу письменників Вірменії; у 1967 р. захистив дисертацію та отримав ступінь доктора наук; у 1968 р. був обраний депутатом Верховної Ради Вірменської РСР.
17 червня 1971 року, повертаючись додому з рідного села, Паруйр Севак разом з жінкою Ніно Менагаришвілі потрапив у автокатастрофу та померли.

## Творчість
Перші вірші Паруйра Севака побачили світ у журналі «Радянська література». А через деякий час були опубліковані перші збірки віршів «Безсмертні беруть верх» (1948 р.), «Дорога любові» (1954 р.), «Знову з тобою» (1957 р.), «Людина на долоні» (1963 р.), «Хай буде світло» (1969 р.) і перша поема «Немовкнуча дзвіниця» (1959 р.).
Великий вплив на творчість Паруйра Севака надав той факт, що його батьки змушені були втекти з західної Вірменії, яка перебувала під владою Османської Туреччини, рятуючись від Геноциду вірмен 1915 р, організованим Урядом младотурків. Роздуми поета про геноцид відображені, в основному, у поемах «Немовкнуча дзвіниця» (1959 р.) і «Трьохголоса літургія» (1965 р.), яка присвячена 50-річчю геноциду 1915 р.

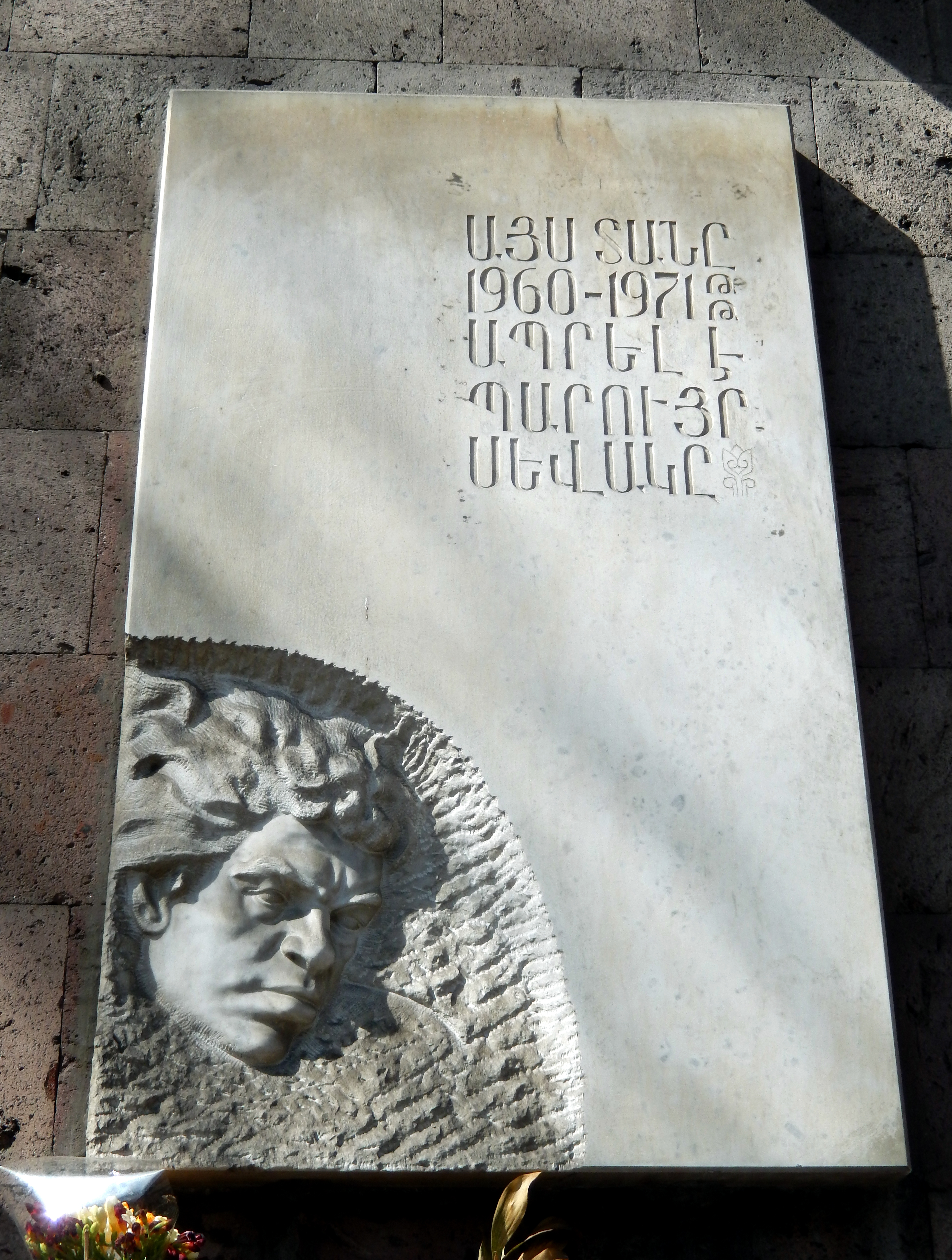

П. Севак переклав вірменською мовою твори Пушкіна, Лермонтова, Єсеніна, Блока, Янки Купали, Райніса, Брюсова, Абашидзе, Маяковського, Межелайтіса, ряду угорських поетів і ін. А його твори видані російською, українською, литовською, грузинською, чеською, угорською та іншими мовами.
Автор слів пісні, що стала гімном Єревана.

## Твори
- Неумовкаюча дзвіниця